# 1524

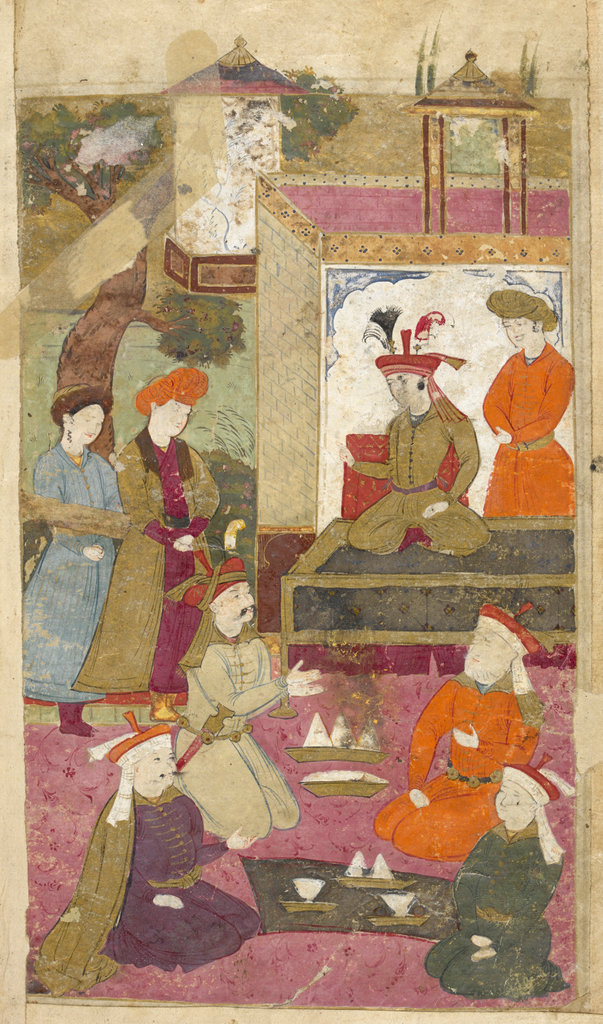
kroning van Sjah Tahmasp I

Het jaar 1524 is het 24e jaar in de 16e eeuw volgens de christelijke jaartelling.

## Gebeurtenissen
januari
- januari - Kopenhagen en Malmö, de laatste Deense steden die trouw zijn aan Christiaan II geven zich over aan Frederik I. Einde van de Deense Successieoorlog.
- januari - Beleg van Edo: Hojo Ujitsuna en Uesugi Tomooki strijden om het bezit van Edo.
- januari - Het Rijksregiment wordt overgeplaatst van Neurenberg naar Esslingen.

maart
- 16 - Huwelijk van Simon V van Lippe en Magdalena van Mansfeld

april
- 5-29 - Beleg van Zwolle: Karel van Gelre belegert Zwolle, dat hem afgezworen heeft als landheer.
- 17 - Giovanni da Verrazzano ontdekt wat hij noemt Nouvelle-Angoulême in de monding van de Hudsonrivier in New York Bay.

juni
- 27 - Hendrik III van Nassau-Breda hertrouwt met Mencía de Mendoza.

augustus
- 24 - Hertog Karel van Gelre overmeestert de Buckhorst bij Zalk en bevrijdt de gevangen gehouden kasteelheer Johan van Buckhorst.
- 25 - Begin van de Duitse Boerenoorlog in Zwaben, onder leiding van Hans Müller von Bulgenbach. Opstand van de boeren en lagere adel. Ze eisen opheffing van de erfdienstbaarheden.
- augustus - Frederik I wordt tot koning van Denemarken gekroond.

september
- 1 - Verdrag van Malmö: Denemarken erkent de onafhankelijkheid van Zweden.

oktober
- 26 - Frans I van Frankrijk neemt Milaan in.

november
- 14 - Huwelijk van Hendrik XXXII van Schwarzburg en Catharina van Henneberg-Schleusingen
- 21 - Frans I start de belegering van Pavia

december
- december - Einde van de Fries-Hollandse oorlogen. Friesland erkent Karel V als landsheer. Vorming van de heerlijkheid Friesland.
- december - Karel van Gelre geeft zijn aanspraken op Overijssel (met uitzondering van Diepenheim) op.

zonder datum
- Giovanni da Verrazzano verkent de oostkust van Noord-Amerika.
- Hernán Cortés begint een expeditie naar Honduras.
- Francisco Hernández de Córdoba sticht Granada.
- Francisco Pizarro onderneemt een expeditie naar Peru, maar weet het niet te bereiken.

## Beeldende kunst

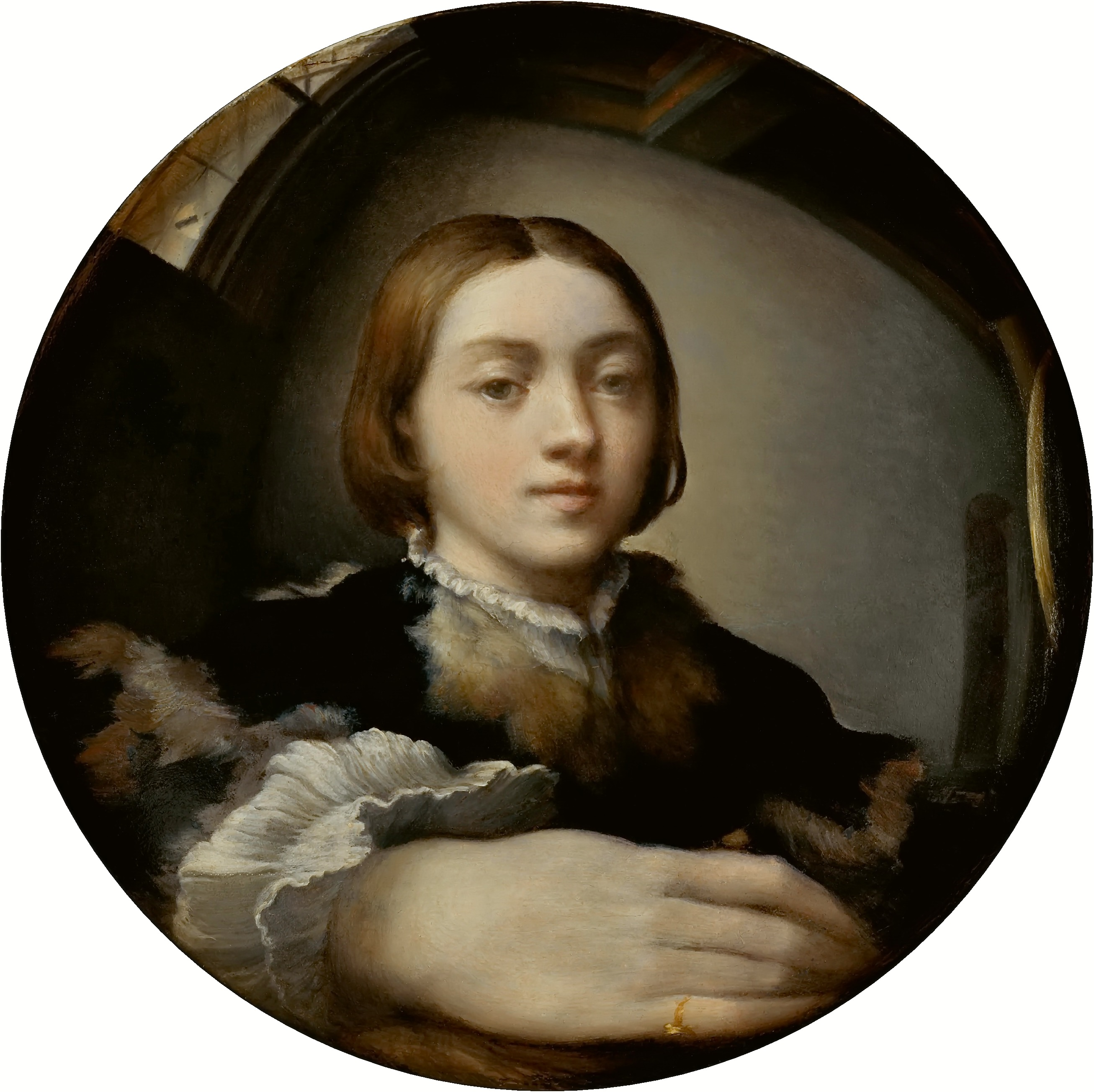
Parmigianino: Zelfportret in een bolle spiegel
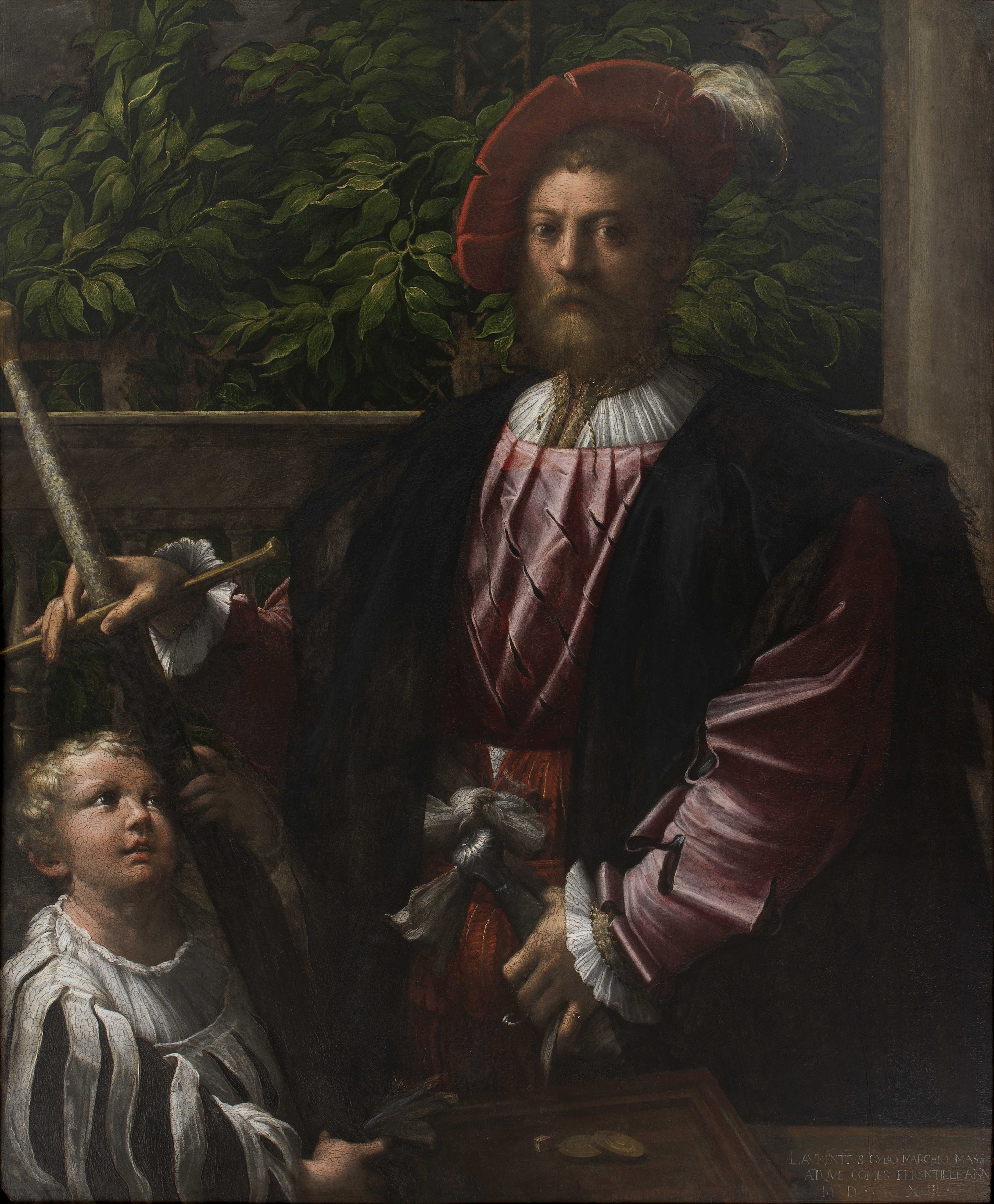
Parmigianino: Portret van Lorenzo Cybo
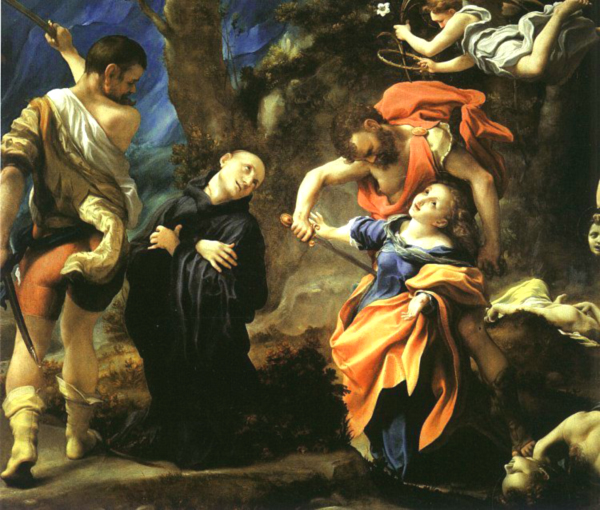
Correggio: Martelaarschap van vier heiligen
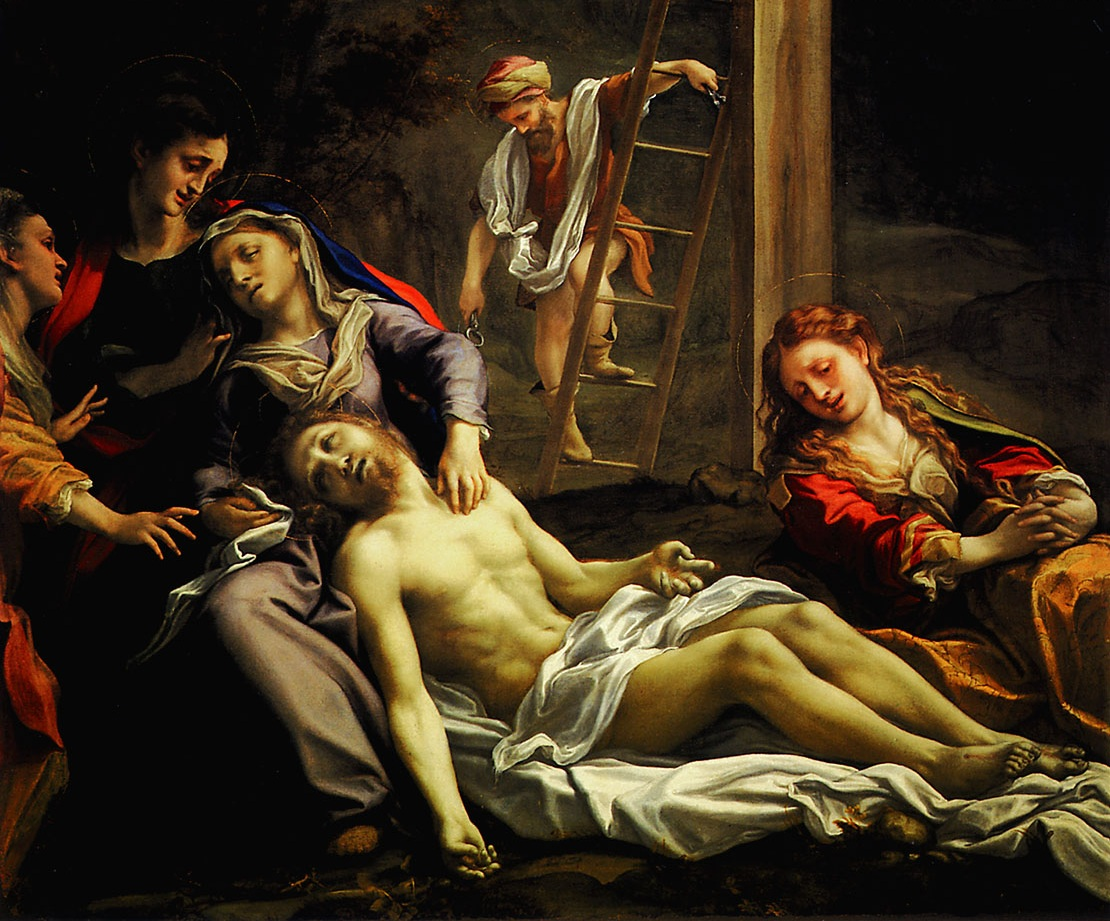
Correggio: Bewening over de dode Christus
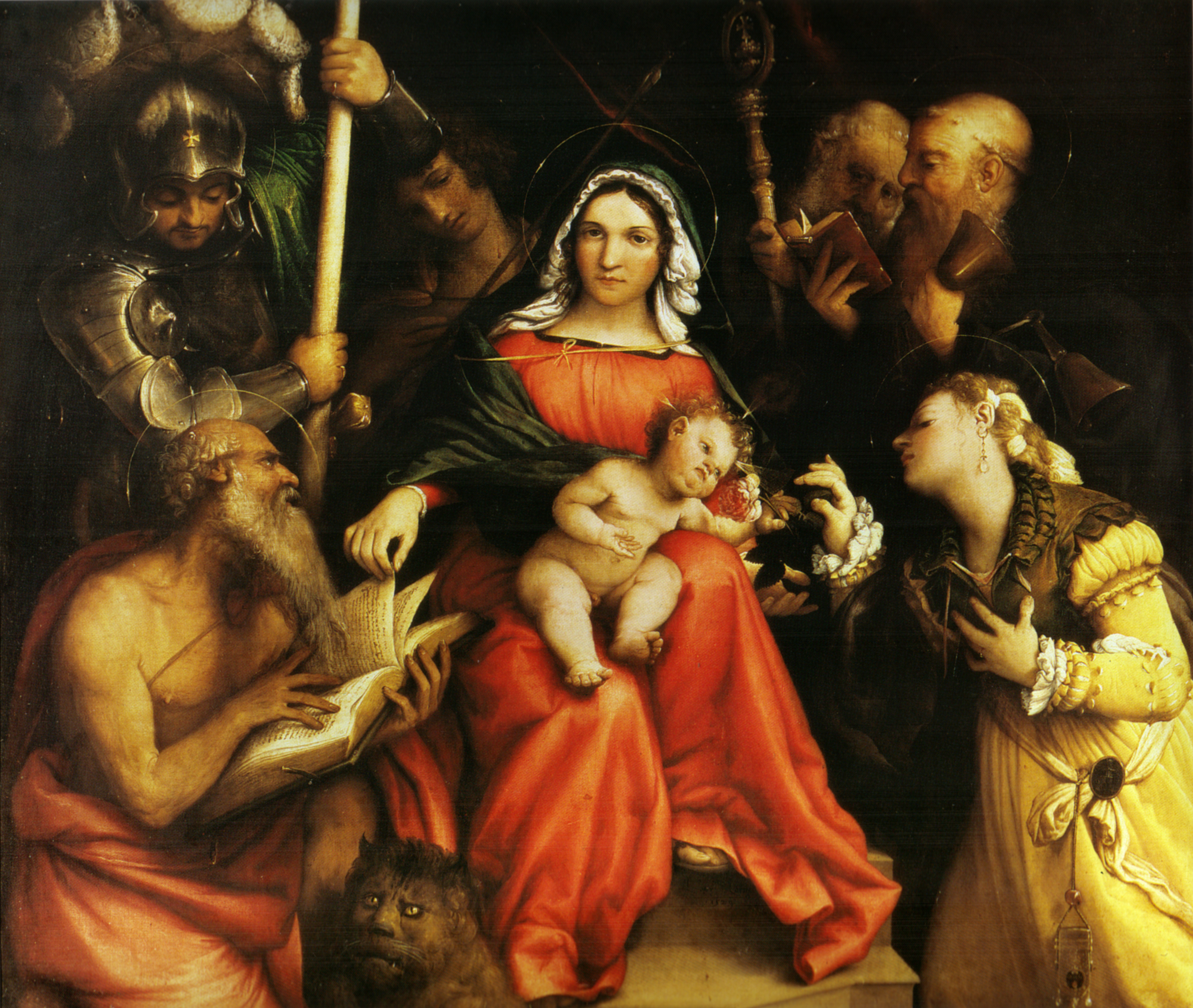
Lorenzo Lotto: Mystiek huwelijk van de Heilige Catharina

## Opvolging
- Auvergne - Anna de la Tour opgevolgd door haar nicht Catharina de' Medici
- Bretagne - Claude van Frankrijk opgevolgd door haar zoon Frans III
- Generalitat de Catalunya - Joan Margarit i de Requesens opgevolgd door Lluís de Cardona i Enríquez
- Longueville - Claude opgevolgd door zijn broer Lodewijk II
- maronitisch patriarch - Simeon III van Hadath opgevolgd door Mozes Akkari van Baridi
- Safawieden (Perzië) - Ismail I opgevolgd door zijn zoon Tahmasp I
- Orde van Sint-Lazarus (grootmeester) - Claude van Mareuil opgevolgd door Jean Conti
- Utrecht - Filips van Bourgondië-Blaton opgevolgd door Hendrik van Beieren als bisschop-elect

## Afbeeldingen

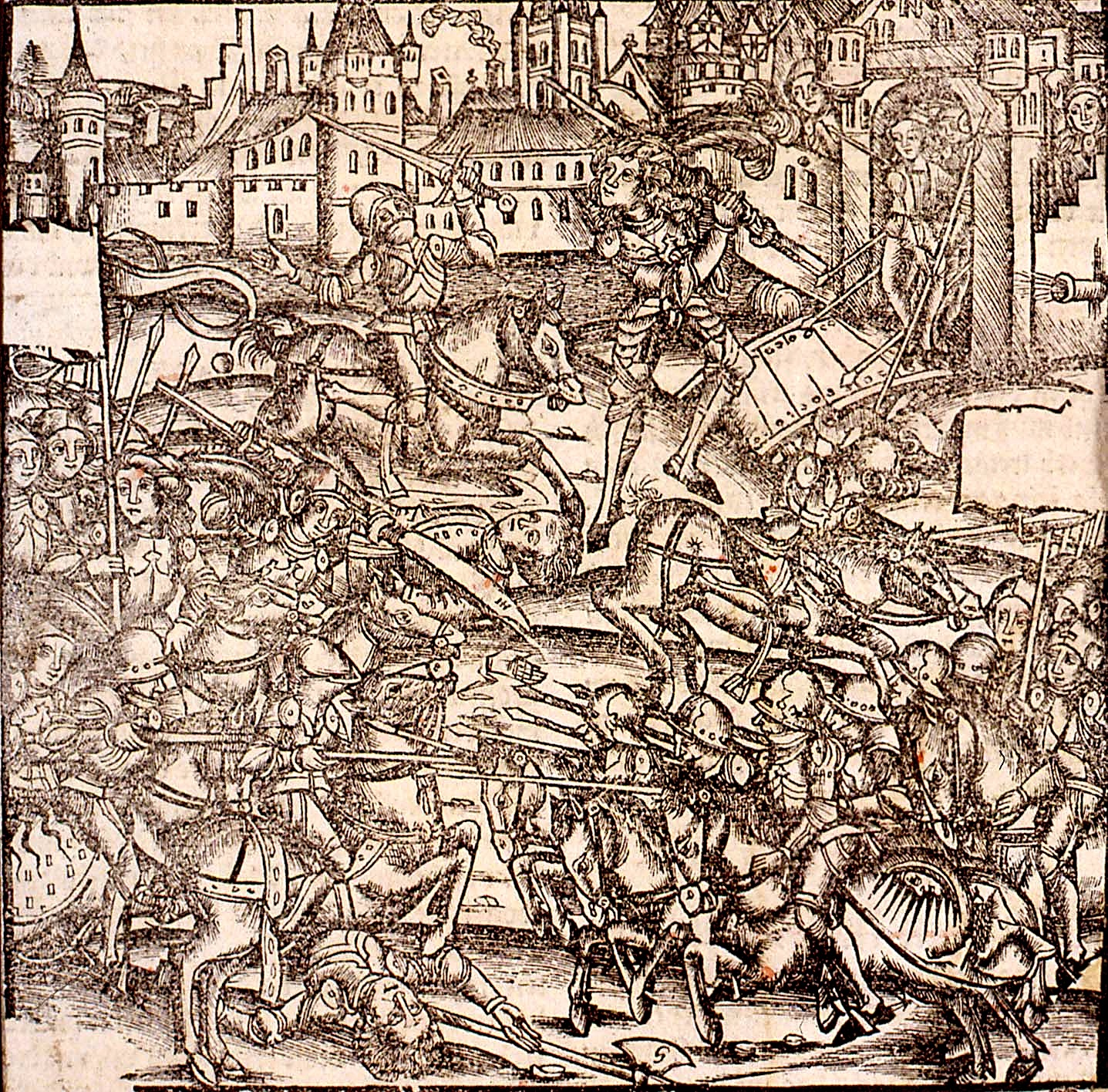
Belegering van een stad gedurende de Duitse Boerenoorlog
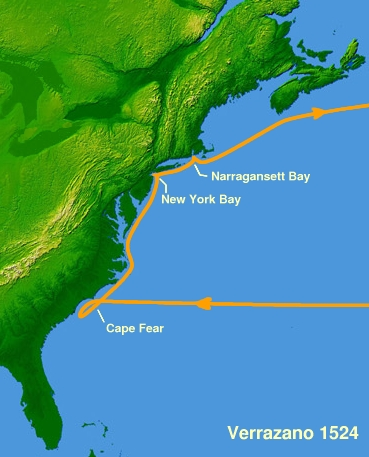
route van de ontdekkingsreis van Verrazzano
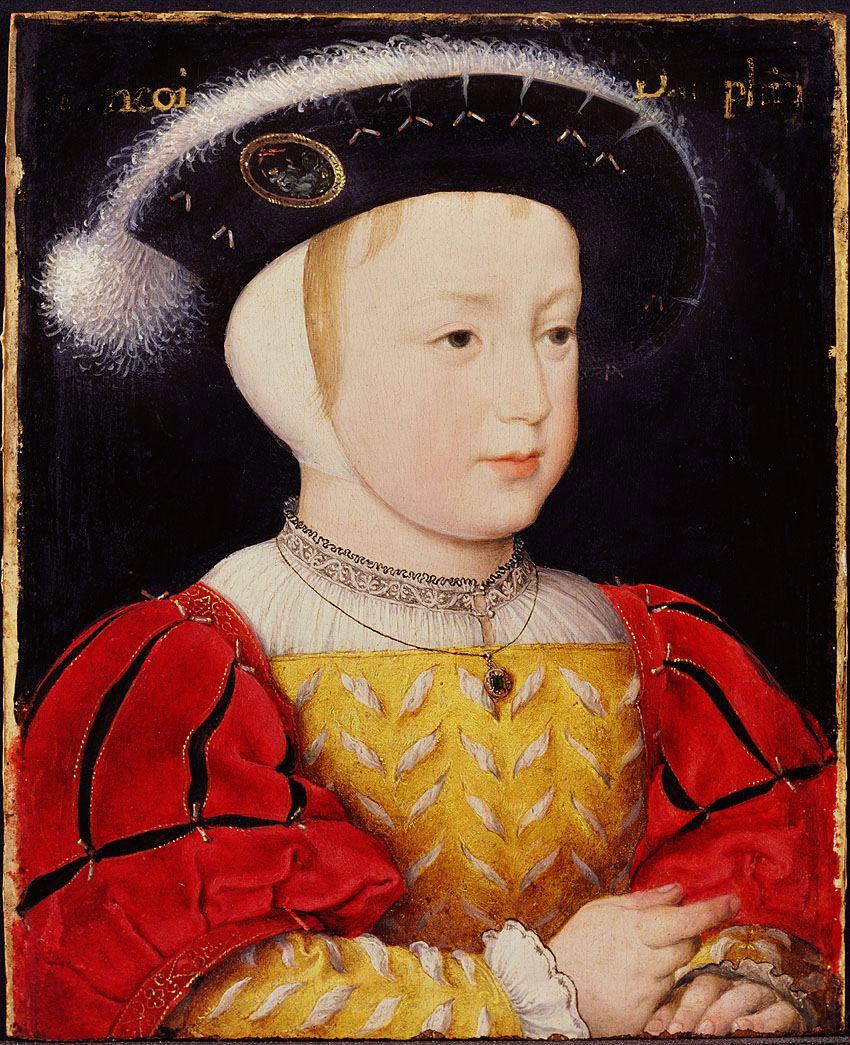
de nieuwe hertog Frans III van Bretagne is nog maar een kind
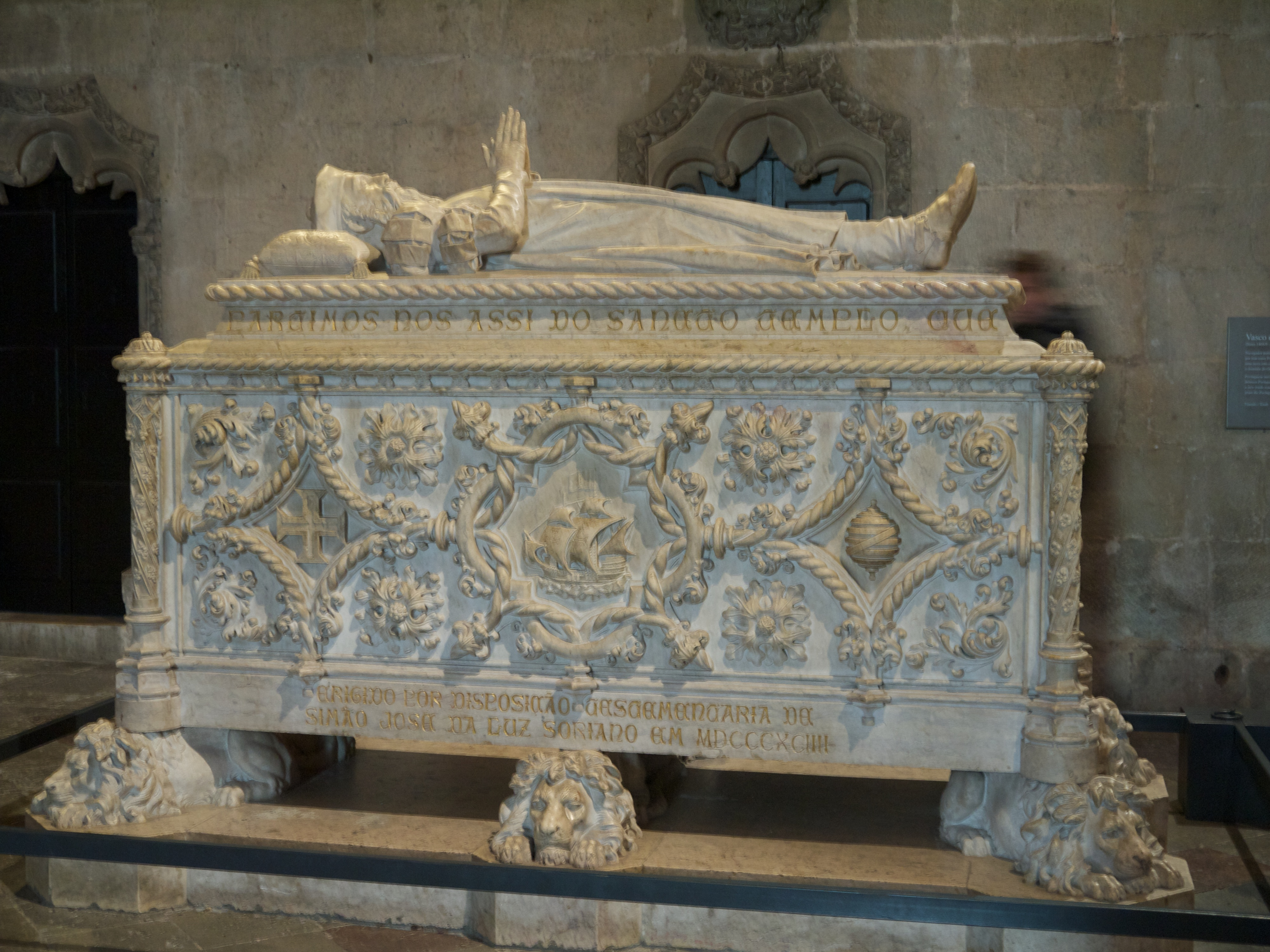
graftombe van Vasco da Gama
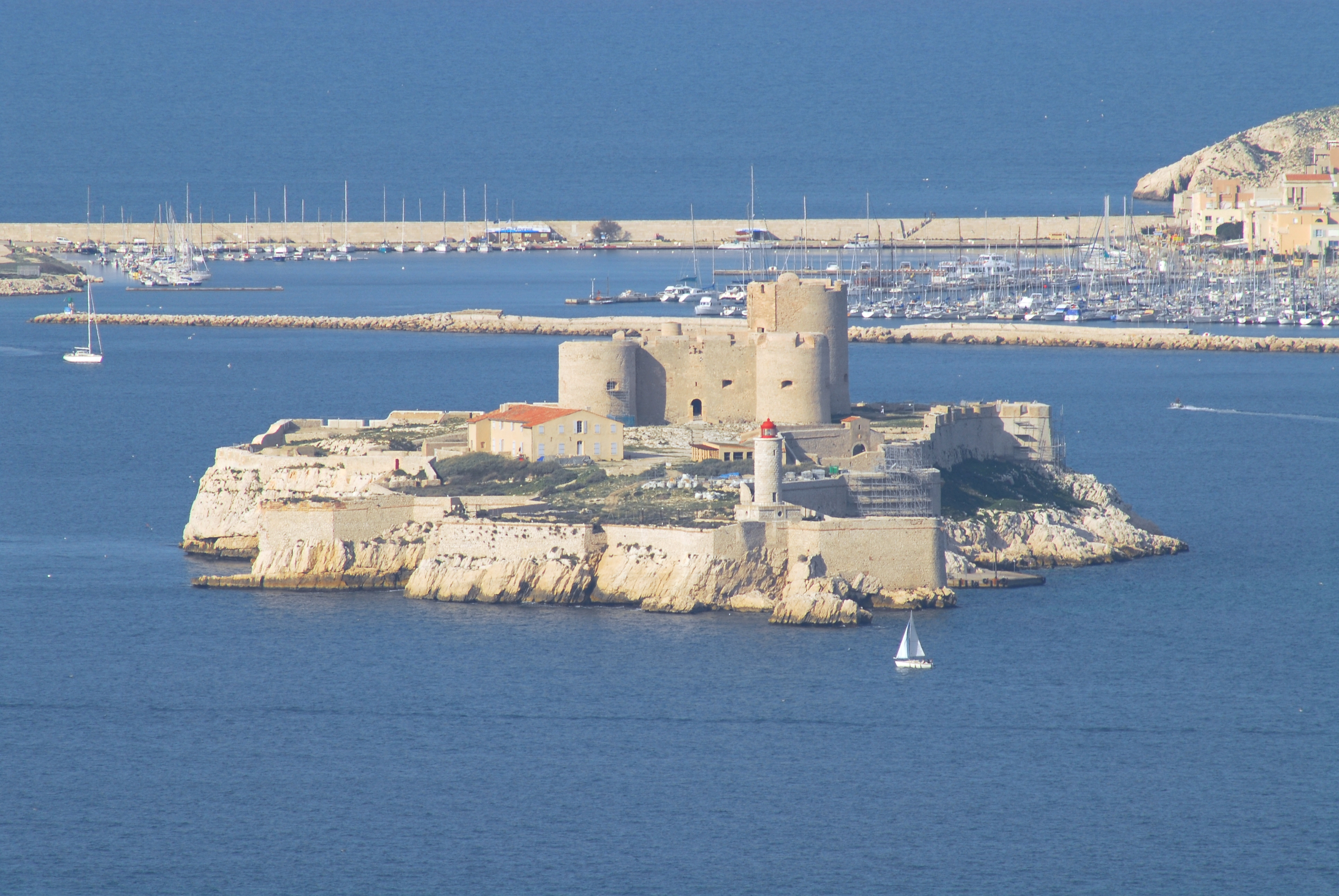
gevangeniseiland Château d'If (bouw begonnen 1524)
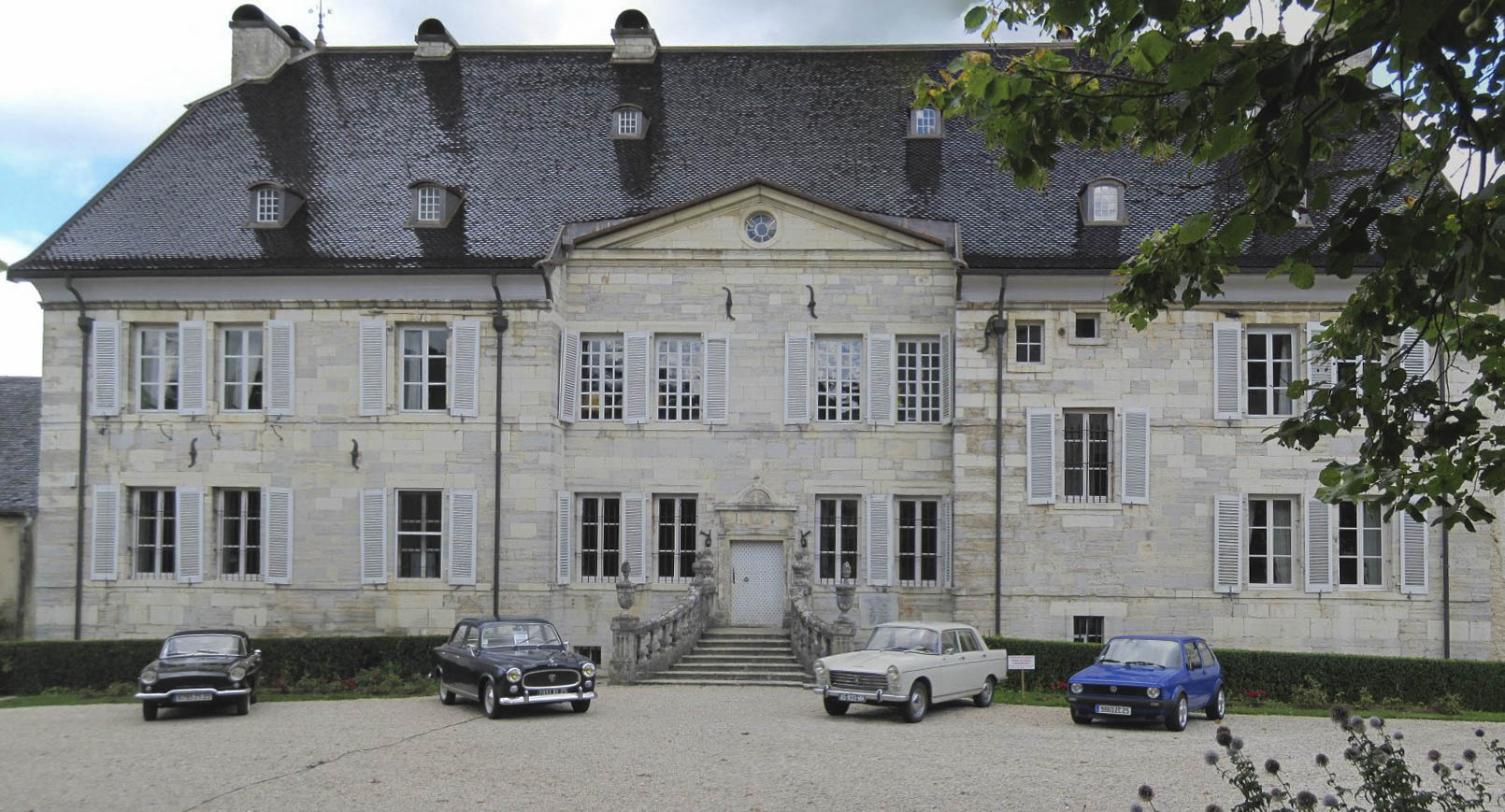
kasteel Montalembert (gebouwd 1524)

## Geboren
- 17 februari - Karel van Lotharingen, Frans kardinaal
- 29 maart - Johan Lodewijk van Nassau-Saarbrücken, Duits geestelijke
- 14 mei - Jérôme Perrenot, Bourgondisch edelman
- 28 mei - Selim II, Ottomaans sultan (1566-1574)
- 23 augustus - François Hotman, Frans jurist
- 11 september - Pierre de Ronsard, Frans dichter (datum onzeker)
- 9 oktober - Ottavio Farnese, hertog van Parma
- 16 oktober - Nicolaas van Lotharingen, Frans edelman
- 12 november - Diego de Landa, Spaans missionaris
- 29 december - Catharina van Bronckhorst-Batenburg-Steyn, Nederlands edelvrouw
- december - Wenceslaus III Adam van Teschen, Silezisch edelman
- Cunigonde van Brandenburg-Kulmbach, Duits edelvrouw
- Karel van Brimeu, Zuid-Nederlands edelman
- Jacob Despars, Zuid-Nederlands politicus
- Joost II van Gemen, Duits edelman
- Armand de Gontaut, Frans militair
- Jan Gebhard van Mansfeld, Duits geestelijke
- Filips van Montmorency, Nederlands staatsman
- Josef Nasi, Portugees-Ottomaans staatsman
- Catharina van Waldeck-Eisenberg, Duits edelvrouw
- Yamagata Masakage, Japans samoerai
- Luís de Camões, Portugees dichter (jaartal bij benadering)

## Overleden
- 31 januari - Jan Jansz. van Crimpen, Noord-Nederlands politicus
- 20 februari - Tecún Umán (~23), Mayaheerser
- 23 maart - Giulia Farnese (~49), maîtresse van Alexander VI
- 7 april - Filips van Bourgondië-Blaton (~59), Bourgondisch staatsman, bisschop van Utrecht
- 19 april - Petrus Mosellanus (~30), Duits humanist en theoloog
- 3 mei - Richard Grey (~42), Engels edelman
- 21 mei - Thomas Howard (~80), Engels edelman
- 23 mei - Ismail I (36), sjah van Perzië
- 9 juni - Nicolas Leonicemus (~95), Italiaans humanist
- 12 juni - Diego Velázquez de Cuéllar (~58), Spaans conquistador
- 27 juni - Adriana van Glymes (29), Nederlands edelvrouw
- juni - Anna de la Tour (~27), Frans edelvrouw
- 20 juli - Claude van Frankrijk (24), echtgenote van Frans I
- 24 juli - Marco Cornero (~42), Venetiaans kardinaal
- 8 augustus - Stanislaus van Mazovië (23), Pools edelman
- 25 oktober - Thomas FitzAlan (~74), Engels edelman
- 9 november - Claude van Longueville (~16), Frans edelman
- 17 november - Wenceslaus II van Teschen, Silezisch edelman
- 10 december - Hendrik van Zutphen (~35), Nederlands kerkhervormer
- 24 december - Vasco da Gama, Portugees ontdekkingsreiziger
- Tiberio d'Assisi, Italiaans schilder
- Elisabeth van Brandenburg, Duits edelvrouw
- Gian Giacomo Caprotti da Oreno (~44), Italiaans schildersgezel
- Chödrag Yeshe (~71), Tibetaans geestelijk leider
- Raffaellino del Garbo, Florentijns schilder
- Al Hadi ben Aïssa, Marokkaans sufi-leider
- Hans Holbein de Oude, Duits schilder
- Thomas Lovell, Engels politicus
- Catharina van Saksen (~56), Duits edelvrouw